# Раппе, Егор Фёдорович
Егор Фёдорович Раппе (? — ок. 1810) — российский врач, доктор медицины.

## Биография
Род Раппе происходил из Риги и изначально именовался как Рапе.
Родился в Виттенберге. В Россию приехал в начале 1770-х годов и по экзамену 18 июня 1773 года получил право медицинской практики. В 1774 году был принят на службу в 1-ю армию лекарем в Браиловский госпиталь; 28 июня 1774 года переведён в Гренадерский батальон, бывший за Дунаем, а 17 марта следующего года перешёл в Сибирский карабинерный полк. В феврале следующего года оставил военную службу и поступил лекарем в г. Сенно Могилёвской губернии.
Затем слушал лекции в Кёнигсбергском университете, подготовил диссертацию и 3 марта 1781 года был удостоен степени доктора медицины; сдав экзамен в Медицинской коллегии 8 августа 1782 года, получил право практики и был назначен доктором Украинской дивизии, а 6 февраля 1783 года был переведён в Отдельный Кавказский корпус. Здесь он прослужил до 1796 года. Одновременно изучал фауну Кавказа.
Когда поднят был вопрос об учреждении губернских врачебных управ, ему было поручено открыть врачебную управу в Астрахани и остаться там инспектором; однако, обязанности его, как врача Кавказского корпуса, ещё около года удерживали его в Георгиевске. В мае 1797 года он послал из астрахани на имя императора Павла І две рукописи своего сочинения: одну под заглавием «физическое и топографическое медицинское описание, касающееся до причин и свойства болезней, на Кавказской линии примечаемых, и особливо над военно-служителями, также о роде их лечения и о средствах от них предохраняющих», другую под заглавием «Nonnullae physiologico-pathologicae animadversiones ex methaphysica» (обе эти рукописи напечатаны в «Очерках из истории русских медицинских учреждений XVIII столетия» Я. Чистовича, в статье «Кизляр и его медицинская топография за 100 лет назад»). Павел I приказал наградить Раппе чином надворного советника (26.06.1797) и перевести инспектором в Калужскую врачебную управу.
Умер в Калуге около 1810 года. Генералы Текелли, Бибиков, граф Гудович 2-й, граф Марков и Кноринг 2-й отзывались о нём с большими похвалами.